# Challenger de Buenos Aires 2 2024
El torneo Challenger de Buenos Aires 2024 fue un torneo de tenis perteneció al ATP Challenger Tour 2024 en la categoría Challenger 75. Se trató de la 13ª edición; el torneo tuvo lugar en la ciudad de Buenos Aires (Argentina), desde el 30 de septiembre hasta el 6 de octubre de 2024 sobre pista de tierra batida al aire libre.

## Jugadores participantes del cuadro de individuales
| Preclasificado | País                        | Jugador                 | Rank1 | Posición en el torneo |
| 1              | Bandera de Argentina        | Federico Coria          | 93    | FINAL                 |
| 2              | Bandera de Argentina        | Francisco Comesaña      | 102   | CAMPEÓN               |
| 3              | Bandera de Bolivia          | Hugo Dellien            | 107   | Semifinales           |
| 4              | Bandera de Argentina        | Camilo Ugo Carabelli    | 112   | Cuartos de final      |
| 5              | Bandera de los Países Bajos | Jesper de Jong          | 128   | Cuartos de final      |
| 6              | Bandera de Argentina        | Román Andrés Burruchaga | 130   | Segunda ronda         |
| 7              | Bandera de Brasil           | Gustavo Heide           | 156   | Cuartos de final      |
| 8              | Bandera de Argentina        | Federico Agustín Gómez  | 158   | Primera ronda         |

- 1 Se ha tomado en cuenta el ranking del 23 de septiembre de 2024.

### Otros participantes
Los siguientes jugadores recibieron una invitación (wild card), por lo tanto ingresan directamente al cuadro principal (WC):
- Juan Ignacio Lóndero
- Genaro Alberto Olivieri
- Juan Bautista Torres

Los siguientes jugadores ingresan al cuadro principal tras disputar el cuadro clasificatorio (Q):
- Valerio Aboian
- Luciano Emanuel Ambrogi
- Tomás Farjat
- Conner Huertas del Pino
- Nicolás Kicker
- Gonzalo Villanueva

## Campeones

### Individual Masculino
- Francisco Comesaña derrotó en la final a  Federico Coria por 1–6, 7–6(7), 6–4

### Dobles Masculino
- Murkel Dellien /  Facundo Mena derrotaron en la final a  Felipe Meligeni Alves /  Marcelo Zormann por 1–6, 6–2, [12–10]